# Paweł Majcher
Paweł Majcher (ur. 4 sierpnia 1975 we Wrocławiu) – polski dziennikarz, publicysta, menedżer mediów, rzecznik prasowy i szef Gabinetu Politycznego Ministra Spraw Wewnętrznych (2013–2014). W latach 2009–2012 był wiceprezesem Polskiego Radia, a w 2023 prezesem. Od 2023 pełni obowiązki likwidatora tej spółki.

## Życiorys
Jest absolwentem Wydziału Geografii i Rozwoju Regionalnego Uniwersytetu Wrocławskiego, studiów podyplomowych w Szkole Głównej Handlowej w Warszawie oraz studiów MBA na Uniwersytecie Ekonomicznym we Wrocławiu. Pracę zaczynał w 1997 w lokalnej rozgłośni Radia Eska we Wrocławiu, w latach 1998-2006 był dziennikarzem i publicystą Polskiego Radia Wrocław, współpracował z Programem I i Programem III Polskiego Radia oraz Informacyjną Agencją Radiową. W 2006 pracował w warszawskiej redakcji Sygnałów dnia Programu Pierwszego Polskiego Radia. Od 1999 w TVP Wrocław przygotowywał i prowadził programy publicystyczne o tematyce politycznej, ekonomicznej  i społecznej. Jest laureatem nagrody Ostre Pióro BCC, zaś we wrześniu 2009 branżowy miesięcznik Press opisał, w jaki sposób Majcher poprawił kondycję finansową Radia Wrocław.
Od lipca 2006 do 21 grudnia 2009 prezes i redaktor naczelny Radia Wrocław – Radia RAM. 19 listopada 2009 został wybrany na stanowisko wiceprezesa Polskiego Radia. Tę funkcję oficjalnie objął w grudniu, wtedy też przestał pełnić obowiązki prezesa Radia Wrocław. Pełni też funkcję wiceprezesa Stowarzyszenia Rozgłośni Regionalnych Polskiego Radia, jest członkiem komisji rewizyjnej Związku Pracodawców Mediów Publicznych.
17 czerwca 2013 został rzecznikiem prasowym i szefem Gabinetu Politycznego Ministra Spraw Wewnętrznych Bartłomieja Sienkiewicza.
W grudniu 2023 został prezesem Polskiego Radia.
Publikował m.in. w Gazecie Wyborczej i Polsce The Times Gazecie Wrocławskiej.